# Wedding Peach/Episodenliste
Diese Liste ist eine Übersicht über alle Episoden der abgeschlossenen Mangareihe Wedding Peach, die auch als Animeserie umgesetzt wurde. Im Jahre 1995 wurden insgesamt 51 Episoden zu jeweils etwa 23 Minuten produziert. 1996 und 1997 wurden vier weitere Folgen von OVA produziert. Diese wurden unter dem Titel Wedding Peach DX ausgestrahlt.

## Japan
In Japan begann Wedding Peach bereits am 5. April 1995. Das letzte Ausstrahlungsdatum war der 27. März 1996 auf dem Sender TV Tokyo. Die Lieder Yume Miru Ai Tenshi (dt. „träumender Liebesengel“) von Furil und Wedding Wars – Ai wa Honō (dt. „Heiratskriege – Liebe ist eine Flamme“) von Nakashima Erina werden in der japanischen Version im Vorspann eingespielt. 
Hiroyuki Kōzu und Tomoki Hasegawa komponierten die Musik. Für die Abspanne verwendete man 21-seiki no Juliet (dt. „Julia des 21. Jahrhunderts“) und Virgin Love (dt. „jungfräuliche Liebe“) von Furil.

## Deutschland
In Deutschland begann der Anime sechs Jahre später, am 23. April 2001. Ausstrahlender Sender war RTL II. Im Nachmittagsprogramm Pokito wurden alle Episoden gezeigt. Vom 7. August bis zum 31. Dezember 2001 wurden alle Episoden des Vortages um 8:30 Uhr wiederholt. Der Vorspann ist mit dem Lied Hab dich im Traum gesehen und der Abspann mit dem original japanischen Don't Give Up unterlegt.

## Episodenführer
| Folge | Deutscher Titel                    | Japanischer Titel (Transkription)    | Erstausstrahlung   | Deutsche Erstausstrahlung |
| ----- | ---------------------------------- | ------------------------------------ | ------------------ | ------------------------- |
| 1     | Ein Engel erwacht                  | Shuku! Aitenshi Tanjou               | 5. April 1995      | 23. April 2001            |
| 2     | Die Verwandlung                    | Appare! Oironaoshi                   | 12. April 1995     | 24. April 2001            |
| 3     | Hochzeit mit Hindernissen          | Nerawareta Hanayome                  | 19. April 1995     | 25. April 2001            |
| 4     | Lily, der Engel der Reinheit       | Angel Lily tanjou                    | 26. April 1995     | 26. April 2001            |
| 5     | Daisy, der Engel der Wahrheit      | 3 Nin me no Aitenshi                 | 3. Mai 1995        | 27. April 2001            |
| 6     | Jamapi schlägt zurück              | Jamapi no Gyakushuu                  | 10. Mai 1995       | 30. April 2001            |
| 7     | Der hohe Preis der Schönheit       | Tabesugi ni Goyoujin                 | 17. Mai 1995       | 1. Mai 2001               |
| 8     | Der schlafende Engel               | Pajama to Nemuri-hime                | 24. Mai 1995       | 2. Mai 2001               |
| 9     | Die Zauberhaften Vier              | Ubawareta Something Four             | 31. Mai 1995       | 3. Mai 2001               |
| 10    | Freundschaft in Gefahr             | Omigoto! Yuujou Oironaoshi           | 7. Juni 1995       | 4. Mai 2001               |
| 11    | Die gestohlene Zeit                | Toki wo Kakeru Hinagiku              | 14. Juni 1995      | 7. Mai 2001               |
| 12    | Aquelda                            | Bijin Akuma no Koi Uranai            | 21. Juni 1995      | 8. Mai 2001               |
| 13    | Der blaue Anhänger                 | Shoubu! Akuma no PK-sen              | 28. Juni 1995      | 9. Mai 2001               |
| 14    | Momoko geht baden                  | Ubawareta Ai no Yubiwa               | 5. Juli 1995       | 10. Mai 2001              |
| 15    | Böses Blut                         | Sennyuu! Akuma no Mori               | 12. Juli 1995      | 11. Mai 2001              |
| 16    | Die Kraft der Liebe                | Akumazoku no Hokori                  | 19. Juli 1995      | 14. Mai 2001              |
| 17    | Blitz und Donner                   | Sei-Hanazono Gakuen no Himitsu       | 26. Juli 1995      | 15. Mai 2001              |
| 18    | Alt wie die Welt                   | Aitenshi, Natsuyasumi mo Tatakau wa! | 2. August 1995     | 16. Mai 2001              |
| 19    | Blau wie die Treu                  | Manatsu no Yoru no Shinpi            | 9. August 1995     | 17. Mai 2001              |
| 20    | Geborgt wie das Leben              | Umibe no Pendant                     | 16. August 1995    | 18. Mai 2001              |
| 21    | Die Pianistin                      | Piano yo Hibike Hoshizora ni         | 23. August 1995    | 21. Mai 2001              |
| 22    | Jamapi wird entführt               | Nerawareta Jamapi                    | 30. August 1995    | 22. Mai 2001              |
| 23    | Ein mieser Trick                   | First kiss ga Ubawareru              | 6. September 1995  | 23. Mai 2001              |
| 24    | Das Schulfest                      | Dokidoki Gakuensai                   | 13. September 1995 | 24. Mai 2001              |
| 25    | Seelenraub                         | Akuma no Kiss ha Amaku nai           | 20. September 1995 | 25. Mai 2001              |
| 26    | Wie der Tag so neu                 | Ituwari no Kekkonshiki               | 27. September 1995 | 28. Mai 2001              |
| 27    | Wer mit wem?                       | Uso! Yanagiba-sama ni Koibito?       | 4. Oktober 1995    | 29. Mai 2001              |
| 28    | Kuppelei                           | Koi suru Shoujo ha Saikyo yo!        | 11. Oktober 1995   | 30. Mai 2001              |
| 29    | Schwere Bürde für Takuro           | Halloween na Majo                    | 18. Oktober 1995   | 31. Mai 2001              |
| 30    | Der Pakt                           | Good bye Akuma-sama                  | 25. Oktober 1995   | 1. Juni 2001              |
| 31    | Die Rivalin                        | Rannyuu! Koi no Rival                | 1. November 1995   | 4. Juni 2001              |
| 32    | Ein Schal der Liebe                | Muffler ni Ai wo Komete              | 8. November 1995   | 5. Juni 2001              |
| 33    | Die Eifersucht schlägt Purzelbäume | Senjou ni Saita Koi                  | 15. November 1995  | 6. Juni 2001              |
| 34    | Marionettentheater                 | Koi no Ayatsuri Ningyou              | 22. November 1995  | 7. Juni 2001              |
| 35    | Der vierte Liebesengel             | Yonin me no Aitenshi                 | 29. November 1995  | 8. Juni 2001              |
| 36    | Kein Team mit Salvia               | Hitoribochi no Aitenshi              | 6. Dezember 1995   | 11. Juni 2001             |
| 37    | Kampf dem Schneemann               | Salvia no Namida                     | 13. Dezember 1995  | 12. Juni 2001             |
| 38    | Unerwiderte Liebe                  | Owakare no Atsui Kiss                | 20. Dezember 1995  | 13. Juni 2001             |
| 39    | Aufstand der Schüler               | Sensei wa Akuma?                     | 27. Dezember 1995  | 14. Juni 2001             |
| 40    | Pettler gibt nicht auf             | Ai ga Suwarechau!                    | 10. Januar 1996    | 15. Juni 2001             |
| 41    | Armreif der Liebe                  | Ren'ai Gokko Dai Ski                 | 17. Januar 1996    | 18. Juni 2001             |
| 42    | Kiiros Opfer                       | Yuri no Kuchibiru                    | 24. Januar 1996    | 19. Juni 2001             |
| 43    | Der Krieger Raphaels               | Rain Devila no Shinjitsu             | 31. Januar 1996    | 20. Juni 2001             |
| 44    | Die Liebe siegt                    | Jamapi no Hatsukoi                   | 7. Februar 1996    | 21. Juni 2001             |
| 45    | Aphrodites Schwester               | Kaettekita Mama                      | 14. Februar 1996   | 22. Juni 2001             |
| 46    | Scarlett setzt Zeichen             | Watashi no Koibito ha Akuma          | 21. Februar 1996   | 25. Juni 2001             |
| 47    | Vento vs. Yosuke                   | Yomigaere! Ai no Kioku               | 28. Februar 1996   | 26. Juni 2001             |
| 48    | Kampf der Dämonen                  | Ai Suredo Setsunaku                  | 6. März 1996       | 27. Juni 2001             |
| 49    | Die Wahrheit über Satania          | Futari Dake no Yoru                  | 13. März 1996      | 28. Juni 2001             |
| 50    | Kiiro kehrt zurück                 | Hanarenai Kokoro                     | 20. März 1996      | 29. Juni 2001             |
| 51    | Hochzeitsglocken                   | Last Wedding                         | 27. März 1996      | 2. Juli 2001              |

### Die DX-Episoden
Für die Folgen 52 bis 55 wurde ein anderer Vorspann verwendet. Das Lied, welches zu hören ist, trägt den Titel Wedding Wars. Die vier DX-Folgen wurden 1996 und 1997 von OVA produziert, und spielen zwei Jahre nach dem Finale der Folge Hochzeitsglocken.
| Folge | Deutscher Titel         | Japanischer Titel (Transkription) | Erstausstrahlung  | Deutsche Erstausstrahlung |
| ----- | ----------------------- | --------------------------------- | ----------------- | ------------------------- |
| 1     | Angriff der Spinnenfrau | Aitenshi Fukkatsu                 | 29. November 1996 | 4. Oktober 2002           |
| 2     | Scarletts Entscheidung  | Sarubia no Koi                    | 20. Dezember 1996 |                           |
| 3     | Die goldene Maske       | Saikai                            | 24. Januar 1997   |                           |
| 4     | Kampf auf leisen Pfoten | Itsuwari no Aitenshi              | 21. März 1997     |                           |